# Bjørnerod
Bjørnerod (Meum) er en monotypisk slægt med én eneste art, den nedennævnte. Slægtsbeskrivelsen skal derfor søges under beskrivelsen af arten.
| Arter |

- Finbladet Bjørnerod (Meum athamanticum)